# Shimoni
Shimoni este un oraș portuar și o destinație turistică din Kenya.